# トーロンマン

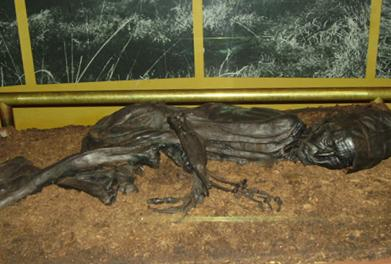
シルケボー博物館に展示されているトーロンマン。

トーロンマン（Tollund Man）は、紀元前4世紀に生きていた男性の遺体が、自然に死蝋化したものである。
トーロンマンが生きていたのは、スカンディナヴィアで前ローマ鉄器時代が特徴的な時代である。彼は1950年、デンマークのユトランド半島で、ピート・ボグの中から発見された。ボグ（泥炭地）に沈んでいたために遺体の保存状態は非常に良く、こういった遺体は湿地遺体として知られている。特に頭部と顔の状態は生前の面影を強く留めていたことから、発見当初は近年に起きた殺人事件の被害者と間違われたほどであった。

## 発見の様子

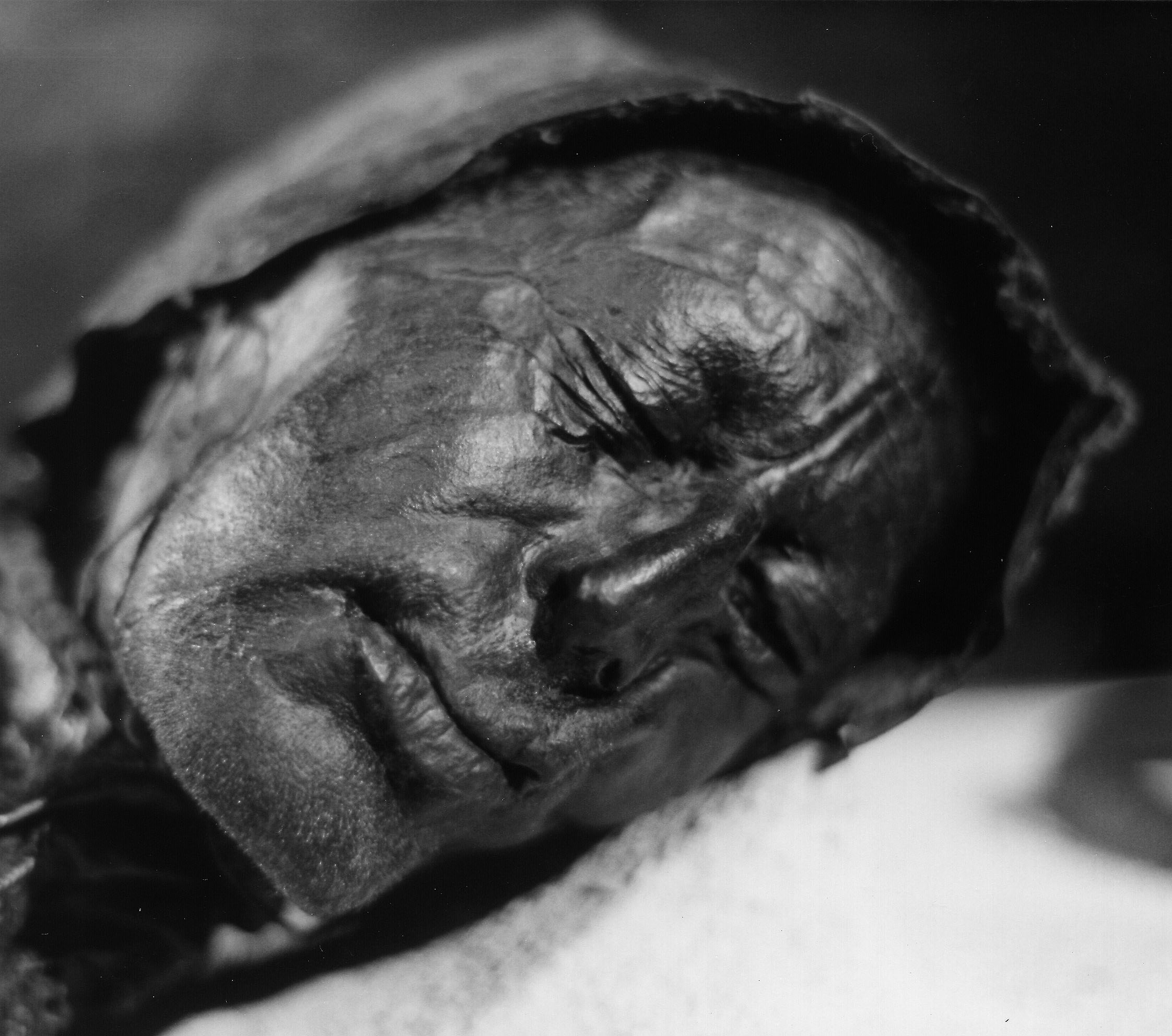
トーロンマンの頭部。

1950年5月6日、デンマークのシルケボーから西12キロメートル、ビェルスコウ渓谷のピート・ボグで、トーロンの小さな村から来たヴィゴとエミルのヘイゴー兄弟が、ストーブ用にピートを切りだしていた。
働いているうちに、ピートを運搬車に積みこむのを手伝っていた彼らの妻の1人が、泥炭層に遺体が埋まっているのに気づいた。その顔があまりに新しく見えたため、彼らはこの遺体が最近の殺人事件の被害者だと思い、かなり逡巡したのちにシルケボーの警察に届け出た。
警察はこの遺体に困惑し、死亡時期を推定するために、考古学教授のペータ・ヴィルヘルム・グロブを招へいした。
最初の検査の段階でグロブは、この遺体が2,000年以上昔のもので、生贄にされたものだろうと推測した。
トーロンマンは堅い地面から50メートルほど離れた泥炭地、深さおよそ2メートル未満の地点に、胎児のような姿勢で埋まっていた。とがった革のキャップが、革ひもであごの下にくくりつけられていた。腰周りには、滑らかな革のベルトを着けていた。その上、死体の首の周りには絞首の紐がきつく巻きついて、背中の下の方まで垂れ下がっていた。それ以外には、遺体は何も身につけていなかった。髪は短く刈り込まれており、キャップでほとんど隠れていた。1ミリメートルほどの長さの無精ひげが、あごと上唇に生えており、死の当日に彼がひげを剃らなかったことを示唆している。

## 科学的調査とその結論
遺体の下には、苔の薄い層があった。科学者によりこの苔が、初期鉄器時代にデンマークのピート・ボグに生えていたことが判明したため、遺体は鉄器時代初期、およそ2,000年前に沼地に置かれたものと思われる。
続いて14C放射性炭素年代測定により、トーロンマンの髪の毛を調べて、彼がおよそ紀元前400年頃に死んだことが分かった。
泥炭中の酸素や地表下の酸素欠乏のおかげで、遺体の軟部組織がよく保存された。
X線その他の検査により、トーロンマンは頭には損傷を受けていないことが分かった。心臓、肺、肝臓の保存状態も良好であった。それほど年寄りでもないが親知らずが成長していたことから、トーロンマンは20歳以上の年齢であることがはっきりした。シルケボーの博物館では、トーロンマンの年齢およそ40歳、身長は当時としても比較的低めの161cmと推測した。ボグに沈んでいる間に縮んだ可能性もある。
1950年の最初の検死報告によれば、トーロンマンの死因は地上での絞殺ではなく、吊るし首に遭って死んだのだという。
ロープ跡があごの下や首の側面に残っていたが、本来あるべき首の後ろの結び目跡が残っていなかった。2002年の再検査でも、科学的調査により、最初の調査を補完する新たな証拠が見つかった。
吊るし首の犠牲者によく見られる頸椎損傷はなかった。同様にX線撮影により、舌は損傷していないが、吊るし首の場合の特徴である舌の膨張が見られることが分かった。
胃と腸が調べられ、その内容物について検査が行われた。
トーロンマンの最後の食事はオートミールのポリッジのようなものであった。材料の野菜や種子には、野生のものも栽培したものも含まれており、オオムギ、アマ、アマナズナ属、タデ属、荒い牧草、カモミールといったものが見られた。
トーロンマンの消化器系には、肉食の痕跡が全くなかった。消化の様子から、トーロンマンが最後の食事をとってから12～24時間生きていたことは確実である。また彼は死の直前、丸一日食事をとらなかったのだという可能性もある。同様の野菜スープは当時の人々にとって珍しいものではなかったが、2つの点が興味深かった：
- スープには野生・栽培を問わず、多くの種類の種が含まれていた。これらの種はすぐ利用できるものではなく、特別な出来事の際に集められた可能性もある。
- スープは、彼が発見された地域では春に採れる野菜の種子で作られていた。

## 現在のトーロンマン
トーロンマンは現在、デンマークのシルケボー博物館に展示されているが、オリジナルなのは頭部だけである。
1950年代初期には、有機物質の保存技術が全身を保存できるほど充分には発達しておらず、科学捜査官は、頭部を切断して残りの部分はそのままにしておくことを提案した。その後、遺体は乾燥し、体組織は消えていった。1987年シルケボー博物館は、白骨化した遺体を元に体部分を復元した。今日展示されているのは、オリジナルの頭部を体のレプリカに接続したものである。
両足首と右手の親指はピートのおかげで保存状態がよく、後々の検査に使用できるように、ホルマリン保存もされた。1976年、デンマーク警察は指紋分析を行い、トーロンマンの親指の指紋を記録して、最も古い指紋記録を残した。

## 他のユトランド湿地ミイラ
同様の湿地遺体にはHaraldskær Womanやグラウベールマンがあり、ともにトーロンマンと並んで鉄器時代を代表するミイラとしてよく知られている。法医学的分析でも非業の死と推定され、また縄の輪の跡や刺創から、おそらくは儀式の生贄であろうと思われる。

## 備考
- 『北欧神話』（H・R・エリス・デイヴィッドソン（en）著、米原まり子、一井知子訳、青土社、1992年、ISBN 978-4-7917-5191-4）ではトルンドと表記されている。